# Ove Sprogøe

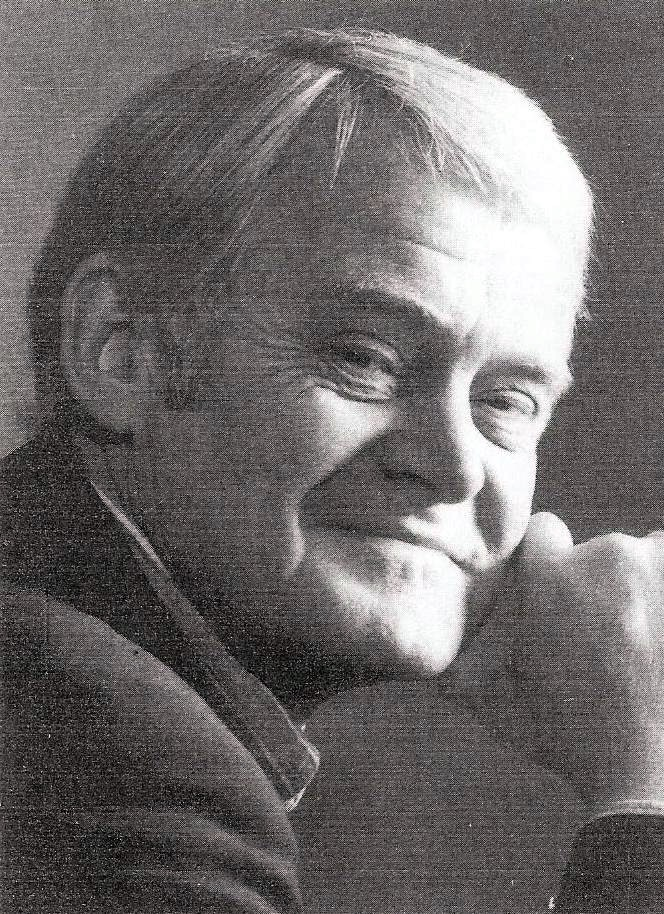
Ove Sprogøe in 1988

Ove Wendelboe Sprogøe Petersen (Odense, 21 december 1919 – Tårnby, 14 september 2004) was een Deense acteur, die actief was van 1944 tot 1998 en talloze rollen speelde in 140 theaterstukken, 157 speelfilms en tientallen tv-series. Hij werd vooral populair door zijn centrale rol in de veertien bioscoopfilms over de Olsen-Bende. 

## Leven en werk
Ove Sprogøe werd geboren als zoon van de boekdrukker Hans Arthur Sprogøe Petersen (1884–1967) en Inger Marie Lund (1888–1959). Hij groeide deels op in Odense en later in Kopenhagen, waar hij zijn toneelopleiding volgde. In Folketeatret aan de Nørregade in die stad stond hij in 1944 voor het eerst op de planken in het kersttoneelstuk Nøddebo Præstegård (De pastorie van Nøddebo). Na zijn filmdebuut twee jaar later, in Hans Store Aften (Zijn grote avond), maakte Sprogøe al snel carrière als een buitengewoon wendbaar acteur, die in vele genres inzetbaar was. Hij kon met evenveel gemak duistere, diabolische figuren en misdadigers spelen als goedaardige, introverte of elegante personages. Bovendien had hij komisch talent en vormde hij in zijn jonge jaren een duo met de komiek Dirch Passer.
Tot zijn 140 toneelrollen behoorden Mephisto in Goethes Faust, de hoofdrol in Strindbergs De Vader, diverse personages in komedies van Molière en in stukken van Bertolt Brecht.
Sprogøe had ook vaste rollen in langlopende Deense televisieseries. Zo speelde hij in de eerste Deense sitcom Huset på Christianshavn (1970-1977) de charmante verzekeringsagent Larsen met een crimineel verleden, en in de kleinsteedse dramaserie Matador (1978-1982) de bescheiden en verstandige Dr. Hansen. Beide series kregen een iconische status in Denemarken en worden met regelmaat herhaald door de tv-zenders van de publieke omroep DR.
Hij kon ook zingen en was te zien en te horen in musicals, shows en revues. Zijn vertolking van Fandens Oldemor (De overgrootmoe van de duivel), de Deense versie van Cigarettes, whiskey and wild, wild women, werd alom populair in Denemarken. In 1982 bracht hij onder de titel Det Er Så Sundt (Het is zo jammer) een elpee uit met liedjes van Holger Laumann op teksten van Hans Scherfig. Als stemacteur sprak hij vele tekenfilms in - zo was hij de Deense Asterix, de Deense Lucky Luke en de sultan in Walt Disney's Aladdin. Minder bekend was dat hij vele romans uit de Deense literatuur insprak als luisterboek.

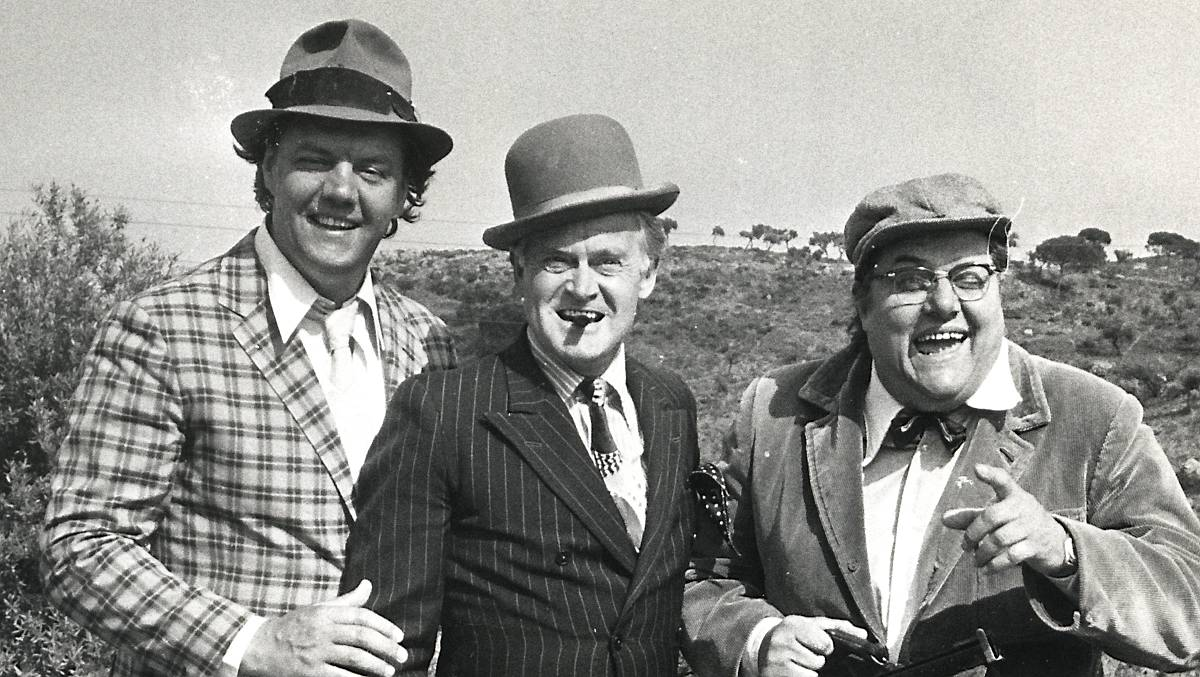
Olsen-banden, v.l.n.r. Morten Grunwald, Ove Sprogøe, Poul Bundgaard (1974)

Waarschijnlijk is hij het meest bekend door Olsen-banden ("De Olsen-Bende"), veertien films uit de jaren 1968 tot 1998, waarin hij met Morten Grunwald en Poul Bundgaard een satirisch boeventrio speelde. Als de 'geniale' maar slechtgehumeurde bendeleider Egon Olsen in streepjespak, met onafscheidelijke sigaar, werd hij een cultfiguur, ook buiten Denemarken. De zesde film in 1974 Olsen-bandens sidste bedrifter zou de laatste worden, maar het succes was zo groot - ook in de rest van Scandinavië en een aantal toenmalige Oostbloklanden - dat er tot 1981 nog zeven films volgden. Daarna werd in 1998 nog de allerlaatste film Olsen-bandens sidste stik uitgebracht, waarmee Sprogøe zijn acteercarrière afsloot.
Ondanks zijn grote populariteit leidde Ove Sprogøe een teruggetrokken leven. Hij was in 1945 getrouwd met de drie jaar jongere Eva Rasmussen. Pas na hun beider dood in 2004 werd bekend dat ze een grote verzameling moderne kunst hadden opgebouwd. Van hun drie kinderen werd Henning Sprogøe ook acteur en theaterdirecteur.

## Eerbewijzen
- Sprogøe kreeg driemaal de Bodil, de belangrijkste Deense filmprijs, in 1956 voor de beste mannelijke bijrol en in 1972 en 1975 voor de beste mannelijke hoofdrol.
- In 1999 werd aan Sprogøe de Æres-Bodil (ere-Bodil) uitgereikt als oeuvreprijs.
- Daarnaast werden hem voor zijn acteerwerk minstens tien andere prijzen toegekend.

Postuum
- De weg naar de staatsgevangenis Vridsløselille bij Albertslund kreeg de officiële naam 'Egon Olsens Vej', omdat de films van de Olsen-bende doorgaans beginnen met de vrijlating uit die gevangenis van Sprogøe in zijn populairste rol van draaideurcrimineel Egon Olsen.
- In 2005 stelde Nordisk Film onder de naam 'Ove Sprogøe' een stipendium in voor veelbelovende acteurs.
- Ook in 2005 werd in het centrum van zijn geboortestad Odense een plein naar hem vernoemd, Ove Sprogøes Plads.
- Sinds 2006 wordt jaarlijks op zijn geboortedag 21 december Ove Sprogøe Prisen uitgereikt, een cultuurprijs voor een uitzonderlijke prestatie op het gebied van theater, film en televisie. Tot de gelauwerden behoren Nicolaj Kopernikus (2007), Lene Maria Christensen (2008), Nikolaj Lie Kaas (2011), Pilou Asbæk (2012), Ulrich Thomsen (2015), Nikolaj Coster-Waldau (2017) en Mille Dinesen (bekend als "Rita", 2020).

## Filmografie (selectie)
- 1946: Hans store aften
- 1953: Far til fire
- 1957: Ingen tid til kærtegn
- 1959: Poeten og Lillemor
- 1960: Forelsket i København
- 1960: Baronessen fra benzintanken
- 1962: Journey to the Seventh Planet
- 1962: Det tossede paradis
- 1963: Pigen og pressefotografen
- 1963: Frøken Nitouche
- 1964: Majorens oppasser
- 1965: Flådens friske fyre
- 1965: Een pige og 39 sømænd
- 1965: Pigen og millionæren
- 1965: Slå først, Frede
- 1966: Slap af, Frede!
- 1966: Der var engang
- 1966: Pigen og greven
- 1967: Martha
- 1967: Min kones ferie
- 1967: Elsk din næste
- 1968: Soldaterkammerater på bjørnetjeneste
- 1968–1998: Olsen-banden (De Olsen-Bende, 14 speelfilms)

1. Olsen-banden (De Olsen Bende) 1968
2. Olsen-banden på spanden (De Olsen Bende in problemen) 1969
3. Olsen-banden i Jylland (De Olsen Bende in Jutland) 1971
4. Olsen-bandens store kup (De grote coup van de Olsen Bende) 1972
5. Olsen-banden går amok (De Olsen Bende draait door) 1973
6. Olsen-bandens sidste bedrifter (De laatste prestaties van de Olsen Bende) 1974
7. Olsen-banden på sporet (De Olsen Bende op het spoor) 1975
8. Olsen-banden ser rødt (De Olsen Bende ziet rood) 1976
9. Olsen-banden deruda (De Olsen Bende in volle vaart) 1977
10. Olsen-banden går i krig (De Olsen Bende op het oorlogspad) 1978
11. Olsen-banden overgiver sig aldrig (De Olsen Bende geeft zich nooit gewonnen) 1979
12. Olsen-bandens flugt over plankeværket (De vlucht van de Olsen Bende over de schutting) 1981
13. Olsen-banden over alle bjerge (De Olsen Bende met de noorderzon vertrokken) 1981
14. Olsen-bandens sidste stik (Het laatste kunstje van de Olsen Bende) 1998

- 1969: De 5 og spionerne
- 1969: Pigen fra Egborg
- 1970: De 5 i fedtefadet
- 1970: Præriens skrappe drenge
- 1970: Ballade på Christianshavn
- 1970: Rend mig i revolutionen
- 1970–1977: Huset på Christianshavn (tv-serie, 49 afleveringen)
- 1972: Lenin, din gavtyv
- 1978: Du er ikke alene
- 1978–1982: Matador (tv-serie, 21 afleveringen)
- 1983: Kurt og Valde
- 1984: Midt om natten
- 1984–1985: Anthonsen (tv-serie, 5 afleveringen, spin-off van Rend mig i revolutionen uit 1970)
- 1986: Mord i mørket
- 1992: Krummerne 2 – Stakkels Krumme
- 1992: Det skaldede spøgelse
- 1996: Charlot og Charlotte (tv-miniserie, 2 afleveringen)

## Over Ove Sprogøe
- (da)  Jacob Wendt Jensen: Ove Sprogøe, People´s Press, Kopenhagen, 2010. ISBN 978-87-7055-875-4
  - (de)  Vertaald door Janine Strahl-Oesterreich als Mächtig gewaltig, Egon – Die Biografie von Ove Sprogøe, Das Neue Berlin, Berlijn, 2012. ISBN 978-3-360-02135-9
- (da)  Nina Vedel-Petersen, En fynsk vulkan – en hyldestbog til Ove Sprogøe, JP/Politikens Forlagshus A/S. ISBN 87-567-7487-7.